# Palazzo Saporiti (Vigevano)
Palazzo Saporiti è il nome dato a due edifici storici situati a Vigevano in via Cairoli.

## Struttura
Il primo Palazzo Saporiti fu costruito nel 1828 ad opera dell'architetto Giacomo Moraglia e nel 1830 il marchese Marcello Saporiti ne fece donazione al comune di Vigevano perché diventasse sede delle scuole secondarie e, sino al 1857, di un corso universitario della scuola di legge per notai e causidici. Dopo circa trent'anni il marchese Apollinare Rocca Saporiti donò un nuovo edificio, quasi dirimpetto al precedente, sempre da utilizzare per istituzioni scolastiche.
L'edificio più recente è sede del liceo "Benedetto Cairoli" dal 1887, anno in cui il Ministero ha dichiarato governativo quest'ultimo.